# مقاطعة غراندي (تينيسي)
مقاطعة غراندي (بالإنجليزية: Grundy County, Tennessee)‏ هي إحدى مقاطعات ولاية تينيسي في الولايات المتحدة. ، وتبلغ مساحتها 935 كم2، بلغ عدد سكانها 13703 نسمة في عام 2010 حسب إحصاء مكتب تعداد الولايات المتحدة وتصل الكثافة السكانية فيها 15 نسمة/كم2.

## أعلام
- هوراس مور

## وصلات خارجية
- grundycountytn.net